# Staffan Vahlquist
Staffan Vahlquist, född den 2 maj 1975, är en svensk författare och översättare. Han översätter främst från tyska men även från danska. Han är också förläggare på Ruin förlag. 

## Böcker
- Jag sköt Paulo Coelho (roman) (Ruin, 2008)

## Översättningar (urval)
- Jonas T. Bengtsson: Submarino (Sadura, 2014)
- Joseph Roth: Kapucinerkryptan (Die Kapuzinergruft) (Ruin, 2015)
- Joseph Roth: Den stumme profeten (Der stumme Prophet) (Ruin, 2017)
- Johann Georg Hamann: Skrifter i urval (Ruin, 2012)
- Moses Mendelssohn: Jerusalem eller om religiös makt och judendom (Jerusalem oder über religiöse Macht und Judentum) (Ruin, 2013)